# Not Like That
"Not Like That" je treći singl skinut s prvog studijskog albuma Headstrong američke pop pjevačice Ashley Tisdale. Pjesmu su napisali Ashley Tisdale, David Jassy, Nicolas Molinder, Pell Ankarberg, Joacim Person, a producenti su Twin.

## Videospot
Spot za pjesmu "Not Like That" snimljen je pod redateljskom palicom Scotta Speera. U njemu se pojavljuje Jennifer Tisdale, sestra Ashley Tisdale. Spot počinje tako što Tisdale čita neki časopis kojeg joj je dao prijatelj i na naslovnici se nalazi ona. Kasnije je vidimo u njenoj sobi kako pjeva snimajući reklamu. U spotu se pojavljujuJosh Henderson, Scott Speer, i Jared Murillo u cameo ulogama. Video se može naći i na DVD-u There's Something About Ashley.

## Popis pjesama
Maksi CD singl
1. "Not Like That" (albumska verzija) – 3:01
2. "He Said She Said" (Jack D. Elliot Remix) – 3:05
3. "Be Good to Me" (Jack D. Elliot Remix) – 6:17
4. "Not Like That" (spot) – 3:10

## Ljestvice
| Ljestvice (2008.) | Najviša pozicija |
| ----------------- | ---------------- |
| Austrija          | 31               |
| Češka             | 52               |
| Europa            | 68               |
| Njemačka          | 20               |
| Švicarska         | 27               |